# Abbevilian

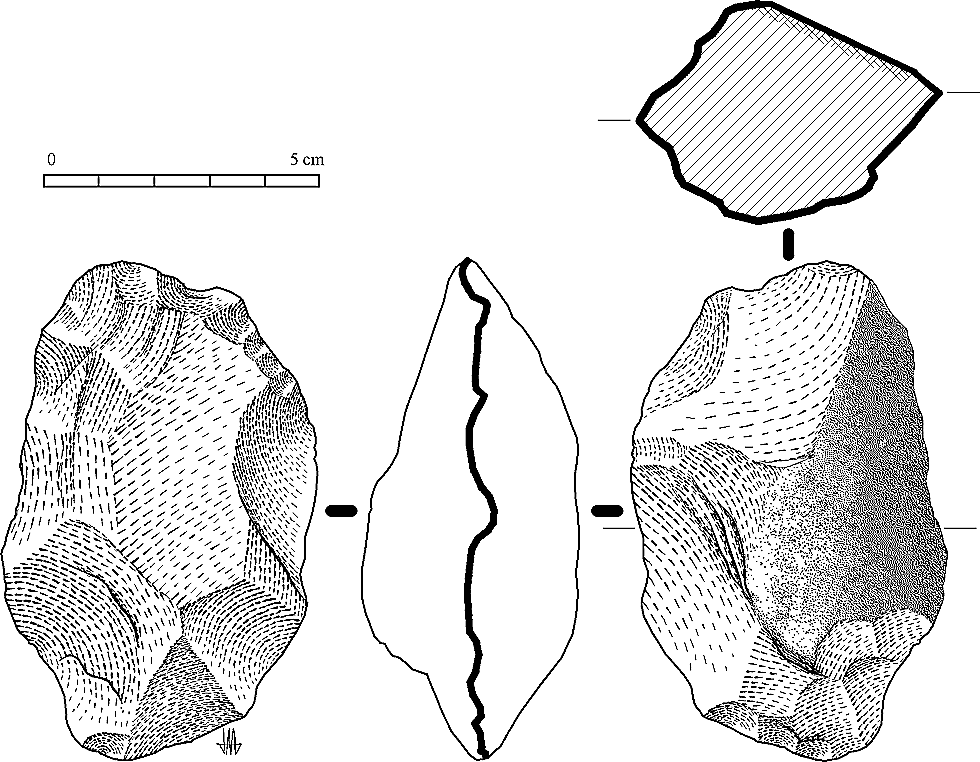
Foiță Abbevilian cu două fațete din regiunea râului Douro, lângă Valladolid, Spania

Abbevilian (de la localitatea Abbeville) este o cultură aparținând Paleoliticului inferior.